# 蒙特圣朱斯托
蒙特圣朱斯托（義大利語：Monte San Giusto），是意大利马尔凯大区马切拉塔省的一个市镇。总面积19平方公里，人口8022人，人口密度422.2人/平方公里（2009年）。ISTAT代码为043031。

## 友好城市
- 法國 热夫